# 何香久
何香久（1955年10月—），河北黄骅人，中华人民共和国文学家。
毕业于北京大学中文系汉语言文学专业，任沧州市文联副主席、国学院院长、沧州文学院院长。作品有《何香久抒情诗选》、《灰色马·灰色旗手》、《海神之树》等。担任第十二届全国政协委员。